# 中性廁所

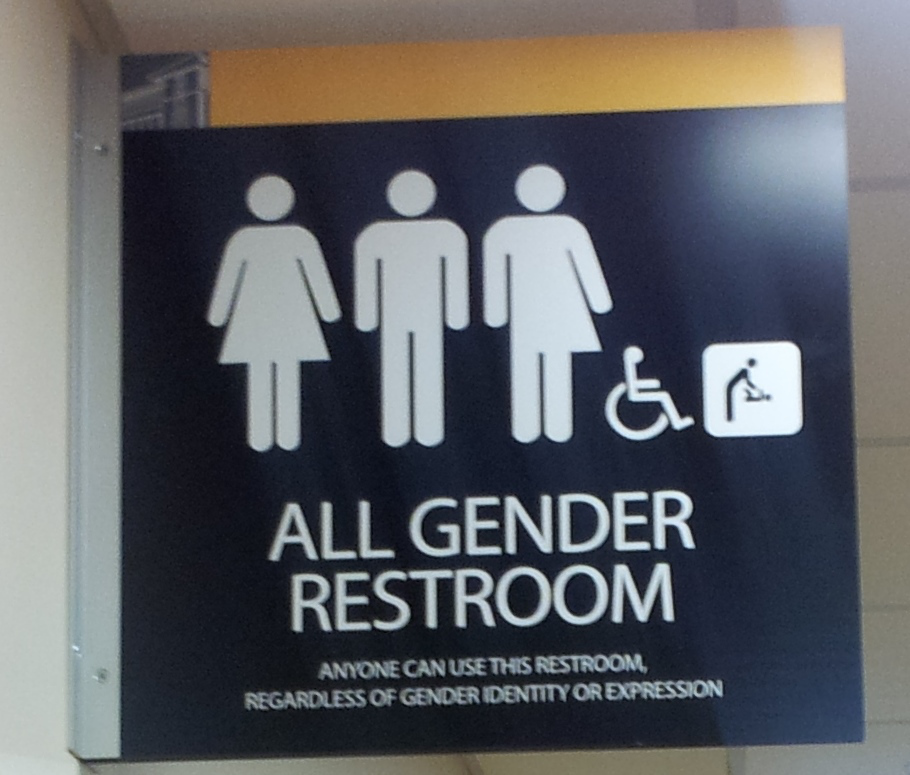
中性廁所（無性別廁所）

中性廁所（Unisex toilet，又稱：無性別廁所、男女通用廁所、男女共用廁所、性別中立廁所、性別友善廁所、男女共廁、家庭廁所等）是沒有性別之分，供任何需要使用者使用的公共廁所。混合性別公共廁所有不同的形式。它們可以是單個使用的設施，只提供一個房間或封閉空間，也可以是開放給所有人使用的多使用者裝置。
關於美國和歐洲性別分隔廁所的歷史目的以及它們出現的時間，仍然存在爭議。當初的主要目的包含避免性騷擾和保護隱私，並可能包含道德、父權主義、對女性進入職場的抵制等因素:228, 278, 288–89。一些女性團體認為，混合性別公共廁所對女性的安全性可能不如按性別分離的公共廁所；然而，一些專家表示，通過適當的設計干預，這些空間可以改善所有使用者的安全性，並減少女性在按性別分離的公共洗手間中面臨的不成比例的長等待時間。
跨性別社群在推動性別中立洗手間貢獻了一部分心力，目的是保護跨性別群體免受騷擾和暴力。中性廁所的設立還可能幫助到另一群人，包括有特殊需求的人（例如殘疾人、老年人，以及需要另一個性別或性別的人幫助的人），以及需要幫助他們的嬰兒或幼兒使用洗手間的父母。

## 支持方意見

### 改善跨性別群體權利
跨性別團體倡議設立中性廁所，可避免影響其他廁所使用者，或招來異樣眼光。

### 增加空間使用效率
部份長者或幼童可能因行動不便而需異性家人協助如廁，中性廁所之設立可以解決其困擾。家長可和较大年纪、未成年並与其不同性別的兒童去廁所。
減少男女廁所的空間配置比例和如廁時間比例不均勻的問題，讓相關設施在整體使用上更有彈性和效率，並因此可以節省空間使用；例如：由於女性的如廁時間普遍比男性長，而男女廁所空間配置相當，因此在某些空間有限、使用人數多的公共廁所，常見女廁大排長龍、男廁空蕩蕩的情況，中性廁所的設置可改善此問題。

### 提升如廁安全性
中性廁所可避免犯罪者假裝性別不安症/跨性別者進入男/女性廁所犯罪，相較密封的性別二分廁所空間較為開放，具有足夠的空間透視特性，減少視野死角；因此，當有犯罪事件發生時，較能引起外面注意並提供即時的協助，可提昇如廁安全性。

### 提供包容環境
中華民國教育部曾抽樣調查十萬名學生的霸凌發生場域，校園霸凌最常發生的地點佔比最多是在：上廁所（70%）。人們習慣在無人知曉的角落對非主流族群或弱勢者進行霸凌暴力行為，致使受凌者恐懼於上廁所，甚至寧可憋尿憋到造成身體受傷，例如葉永鋕事件的被害者即是遇害於學校廁所之中。性別友善廁所的設立可從基礎面上打破公共空間的族群和階級區隔秩序，創造更包容的環境與更具彈性的空間，並鼓勵多元意識的普及和對個體差異的尊重，促進不同族群學習互相尊重及廁所禮儀，讓所有個體能夠安心安全的如廁，減緩發生在廁所裡的霸凌現象，在基本需求上落實免於恐懼的權利。

### 利用配套維持隱私需求
中性廁所設為獨立個別間房等隱私設計，可消除爭議。

## 反對方意見

### 引起尷尬
引起關於隱私之爭議，部份人士對於在廁所見到異性感到尷尬或不悅；因此有些中性廁所在空間設計上會以在小便斗前加裝小門、設為獨立個別間房等隱私設計來消除這類爭議。亦有人指出性別友善廁所的精神之一，就是要讓人意識到這些尷尬其實不必要，畢竟生理期和尿尿的聲音都是很正常的。

### 女性人身安全疑慮
如果中性廁所完全取代男/女性廁所，會有有使用者之人身安全、性侵防範等質疑。一些反對男女共用公共廁所的人認為，完全取消性別隔離或者將男女共用空間視為常態並不符合對女性的包容。 他們認為，與男女分開的公共廁所相比，女性和兒童在無性別隔離的廁所中更容易受到騷擾和性侵害。 對女性而言，公共廁所的安全問題仍然十分嚴重。 未經女性同意在私人空間對她們進行錄音也是一個問題。
然而，統計數據顯示，沒有報告指出跨性別人士對女性進行攻擊的情況。跨性別包容政策與廁所安全之間沒有關聯。加州大學洛杉磯分校法學院威廉姆斯研究所進行的一項研究發現，在各種允許跨性別人士使用公共廁所的法律通過後，犯罪數量沒有顯著變化。然而，對於共用混合性別廁所的主要問題並不是跨性別人士的存在，而是女性和女孩可能在與生理男性共用廁所時感受到的不適和缺乏安全感。

### 空間效率差
若中性廁所完全取代殘障廁所或男性廁所，並全面改採獨立隔間的方式設置，則空間效率差（小便斗空間效率高，其隱私較差的原因是過於省錢，讓小便斗之間的隔板太小，以犧牲隱密性來換取空間效率；）

## 各地發展

### 美國
- 白宮[36][37][38]
- 耶魯大學[39]
- 佛蒙特大學[40]
- 波特蘭市格蘭特高中[41]
- 美國美利堅大學(American University)
- 加州聖地牙哥機場[42]
- 德州連鎖電影院阿拉摩[43]
- 部分高中[44][45]

### 香港
- 香港大學[46]
- 香港中文大學[47]
- 中環街市
- 香港逸東酒店
- 領展各旗下商場的殘廁均設有所有性別標誌

### 中国大陆
- 北京地區性别友善廁所[48]
- 上海無性別公廁[49][50]
- 河北白洋淀，石家庄的抱犊寨景[51]
- 重庆洋人街景区[52]

### 台灣
教育機構
- 國立台灣大學[53]
- 國立成功大學[54][55]
- 德明財經科技大學[56]
- 淡江大學[57]
- 東吳大學[58]
- 國立政治大學[59]
- 國立臺灣師範大學[60]
- 世新大學[61]
- 國立中山大學[62]

- 臺北市立民生國民中學[63][64]
- 臺中市立文山國小[65]

政府
- 雲縣婦女福利服務中心[66]
- 國立台灣科學教育館[67]
- 鳳山區第一戶政事務所[68]
- 高雄市政府民政局[69]

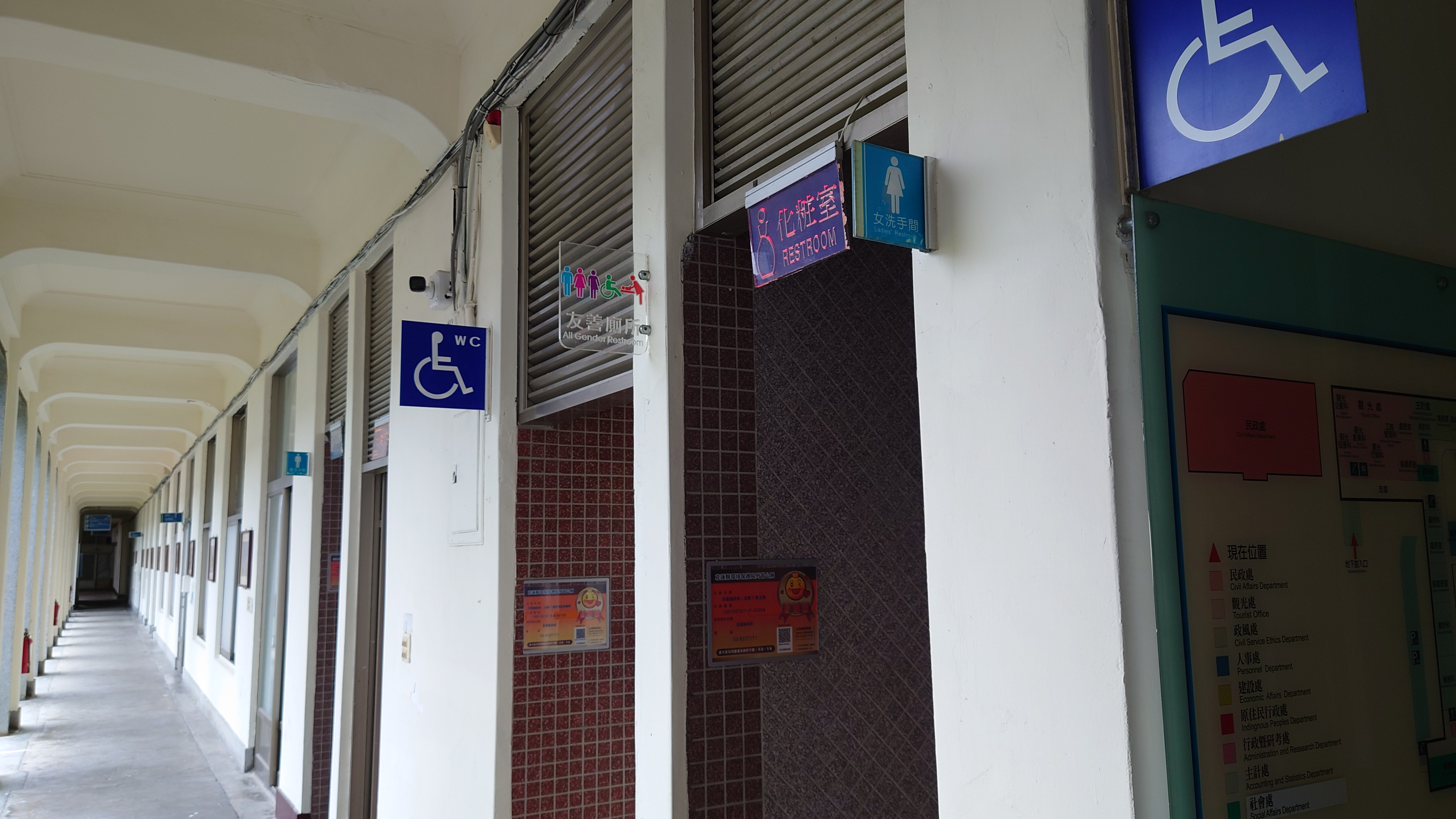
位於花蓮縣政府的性別友善廁所

- 北市市政府示範廁所和各區區公所、戶政事務所甚至部分文化教育場館、孔廟、建國花市等。[70]
- 北市河濱[71]
- 新北市中和區錦和運動公園性別友善廁所
- 國立臺灣博物館鐵道部園區[72]
- 中山高速公路楊梅休息站

### 日本
- The Tokyo Toilet
- 大阪大學
- 商場無障礙洗手間均設有中性標誌

### 韓國
- 首爾大學

### 泰國
- 坎邦中學[73][74]

### 英國
- 布拉德福德聯盟大學(University of Bradford Union)[75]

### 荷兰
- 莱顿大学[76]

### 瑞典
- 不少公共廁所已經沒有男廁、女廁之分，改以性別友善廁所[77]

### 加拿大
- 皮爾區教育局（Peel District School Board）宣布，在2017年學年結束前，轄區內所有公立高中都將設立中性廁所。[78]
- 多伦多警察总局[79]

### 紐西蘭
- 境內接近半數廁所為性別友善廁所，遍佈於公眾場所。[80]

### 跨國連鎖商店
- 星巴克
- 7-11

## 外部連結
- 台灣性別友善廁所地圖 - Google Map（页面存档备份，存于）

## 延伸閱讀
- 廁所的性別論戰：我們該分男廁女廁嗎？ | 女人迷 womany（页面存档备份，存于）
- 一場難以政治正確的「跨性別如廁之爭」 | 端傳媒 Initium Media（页面存档备份，存于）
- 性別友善廁所：一個被誇大的議題，造成跨性別小眾與大眾的假對立 - The News Lens 關鍵評論網（页面存档备份，存于）
- TED大会上的我們需要中性廁所，為什麼？